# Partnership for Biodiversity Accounting Financials
Het Partnership for Biodiversity Accounting Financials (PBAF) is een organisatie die de methodologie PBAF standard ontwikkelde. De organisatie is een samenwerking tussen meerdere financiële instellingen en opgericht in Nederland. PBAF is vergelijkbaar met het Partnership for Carbon Accounting Financials (PCAF). 

## Organisatie
Het PBAF koepelt 25 financiële instellingen die actief zijn over 7 landen (Nederland, Frankrijk, Duitsland, Zuid-Afrika, Griekenland, het Verenigd Koninkrijk en de Verenigde Staten).
In 2021 won de organisatie het ESG investment initiative of the year bij de  Sustainable Investment Awards.
België
Triodos Bank
Nederland
In Nederland betreft het de banken A.S.R. Vermogensbeheer, ABN AMRO, Achmea Investment Management, ACTIAM, APG, ASN Bank, De Volksbank, Finance in Motion, FMO	Netherlands, NN Investment Partners, NWB Bank, PGGM, Pymwymic, Rabobank, Robeco, Sycomore, Triodos Bank, Triple Jump, UFF African Agri Investments, Van Lanschot Kempen.

## Methodologie
De ontwikkeling van de PBAF standard werd begonnen in 2019 om in 2020 uitgebracht te worden. Tegen 2022 wordt een update verwacht.